# Liogenys hirtipennis
Liogenys hirtipennis är en skalbaggsart som beskrevs av Frey 1969. Liogenys hirtipennis ingår i släktet Liogenys och familjen Melolonthidae. Inga underarter finns listade i Catalogue of Life.